# Labeo caeruleus
Labeo caeruleus är en fiskart som beskrevs av Day, 1877. Labeo caeruleus ingår i släktet Labeo och familjen karpfiskar. Inga underarter finns listade i Catalogue of Life.